# 김남주 (배우)
김남주(1971년 5월 10일~)는 대한민국의 배우이다.

## 생애

### 어린 시절
- 1971년 5월 10일 경기도 평택시 신장동에서 태어났다.
- 아버지의 사업실패로 2살이 되는 해 송탄으로 이사를 왔다.
- 고등학교를 졸업한 후에도 여전히 어려운 가정형편에 송탄시청에 취업을 하게 된다.

## 이력

### 데뷔
- 1992년 미스코리아 선발대회 출전을 하게 되고 경기 진(眞)에 입상했다.
- 1992년 9월부터 모델 활동을 시작하게 된다.
- 모 의류브랜드의 카탈로그 촬영을 계기로 연기자가 되기로 결심하게 되는데 당시 드라마 한 편으로 스타가 된 배우와 함께 촬영을 하게 된 그녀는 그 배우의 출연료가 자신보다 몇 배는 많이 받는 것에 큰 충격을 받게 된 것이 계기였다.
- 1994년 SBS 4기 공채 탤런트로 데뷔했고, 드라마 《도시남녀》, 《남자 대탐험》, 《모델》 , 《내 마음을 뺏어 봐》 등에 출연했으며 1996년 MBC행을 결정했지만 계약문제 때문에[1] 한동안 두 방송사(MBC,SBS) 사이에서 마음고생을 했고 그 탓인지 SBS 《형제의 강》여주인공 박소희 역(염정아 분) 물망에 올랐으나[2] 스스로 포기한 데다 MBC 《가슴을 열어라》 출연도 고사하였다.
- LG생활건강의 화장품 브랜드인 라끄베르 광고모델로 8년여 간 활동하며 도시적이고 세련된 이미지로 큰 인기를 얻었으며 앞서 본 것처럼 1994년 SBS 공채 4기 탤런트로 데뷔했지만 이 당시 SBS는 1992년 5월 종영된 《여성극장》이후[3] 정규 단막극을 한동안 편성하지 않아 신인 발굴에 소홀했다는 혹평을 받아왔다.
- 2001년 드라마 《그 여자네 집》 이후 4년여 간 활동을 중단했고, 2002년 영화 《아이 러브 유》를 빼면 여러 편의 광고를 통해서만 활동을 이어갔는데 본인이 속해있었던 매니지먼트 소속사 사건과 연관되어[4] MBC 《결혼하고 싶은 여자》, KBS 2TV 《진주 목걸이》, MBC 《불새》, SBS 《흐르는 강물처럼》 《연인》 《가문의 영광》등의 캐스팅 제의를 모두 거절했으며 SBS 《최수종 쇼》보조 MC 물망에 올랐지만[5] 스스로 포기하였다.
- 2005년 배우 김승우와 결혼식을 올려 현재 두 사람 슬하에 1남 1녀를 두고 있다.
- 2007년 영화 《그놈 목소리》, 2009년 드라마 《내조의 여왕》으로 성공적인 복귀를 했고, MBC 연기대상 최우수연기상과 백상예술대상 TV부분 최우수연기상을 수상했다.
- 2010년 드라마 《역전의 여왕》과 2012년 드라마《넝쿨째 굴러온 당신》으로 대상을 수상했다.

### 드라마
- 1994년 SBS 월화 미니시리즈 《영웅일기》 ... 마청미 역
- 1994년 SBS 주간 시추에이션 드라마 《공룡선생》... 음악교사 역 (중도합류)
- 1995년 SBS 드라마스페셜 《신비의 거울속으로》 ... 나은아 역
- 1995년 SBS 일일연속극 《사랑의 찬가》 ... 김재경 역
- 1996년 SBS 주간 특별기획 드라마 《도시남녀》 ... 나민주 역
- 1996년 SBS 드라마스페셜 《남자 대탐험》 ... 오진주 역
- 1997년 SBS 드라마스페셜 《모델》 ... 송경린 역
- 1998년 SBS 드라마스페셜 《내 마음을 뺏어봐》 ... 한예린 역
- 1998년 SBS 설 특집드라마 《아주 특별한 여행》 ... 카멜리아호 접객원 수정 역
- 1998년 SBS 드라마스페셜 《승부사》 ... 서희정 역
- 1999년 SBS 설 특집 드라마 《내 이름은 한지순》 ... 한지순 역
- 1999년 MBC 월화 특별기획 드라마 《왕초》 ... 민재 역
- 1999년 SBS 드라마스페셜 《크리스탈》 ... 김은혜 역
- 2001년 MBC 주말연속극 《그 여자네 집》 ... 김영욱 역
- 2009년 MBC 월화 미니시리즈 《내조의 여왕》 ... 천지애 역
- 2010년 MBC 월화 미니시리즈 《역전의 여왕》 ... 황태희 역
- 2012년 KBS2 주말연속극 《넝쿨째 굴러온 당신》 ... 차윤희 역
- 2018년 JTBC 금토 미니시리즈 《미스티》 ... 고혜란 역
- 2024년 MBC 금토 미니시리즈 《원더풀 월드》 ... 은수현 역

### 영화
- 2001년《아이 러브 유》 ... 현수 역
- 2007년《그놈 목소리》 ... 오지선 역

### 방송
| 연도          | 방송사 | 제목                                             | 역할      | 비고 |
| ------------- | ------ | ------------------------------------------------ | --------- | ---- |
| 1996년        | KBS1   | 《96 청소년 사랑축제》                           | 게스트    |      |
| 1996년        | SBS    | 《이홍렬쇼 - 쿠킹토크 참참참》                   | 게스트    |      |
| 1996년        | KBS2   | 《밤과 음악사이》                                | 게스트    |      |
| 1996년        | KBS1   | 《TV는 사랑을 싣고》                             | 게스트    |      |
| 1996년~1997년 | MBC    | 《인기가요 베스트 50》                           | MC        |      |
| 1997년        | KBS2   | 《TV 데이트》                                    | 게스트    |      |
| 1997년        | SBS    | 《이문세의 라이브》                              | 게스트    |      |
| 1997년        | SBS    | 《테마TV 여자》                                  | 게스트    |      |
| 1997년        | MBC    | 《쇼!토요특급 - 97수영복패션》                   | 게스트    |      |
| 1997년        | SBS    | 《서울가요대상》                                 | MC        |      |
| 1997년        | SBS    | 《가요대전》                                     | MC        |      |
| 1998년        | MBC    | 《김국진의 스타다큐》                            | 게스트    |      |
| 1998년        | MBC    | 《일요일 일요일 밤에 - 신동엽의 운명드라마》     | 게스트    |      |
| 1998년        | KBS2   | 《슈퍼TV 일요일은 즐거워 - 공포체험 돌아보지마》 | 게스트    |      |
| 1998년        | MBC    | 《박상원의 아름다운 TV얼굴 - 스타모놀로그》      | 게스트    |      |
| 1998년~1999년 | MBC    | 《특종 연예시티》                                | MC        |      |
| 1999년        | KBS2   | 《TV는 사랑을 싣고》                             | 게스트    |      |
| 2000년~2001년 | KBS2   | 《연예가중계》                                   | MC        |      |
| 2010년        | KBS2   | 《김승우의 승승장구》                            | 게스트    |      |
| 2010년        | MBC    | 《휴먼다큐 사랑 - 크리스마스의 기적》            | 내레이션  |      |
| 2012년        | KBS2   | 《해피선데이 - 1박2일 강원도 철원 편》           | 특별출연  |      |
| 2012년        | KBS2   | 《김승우의 승승장구》                            | 일일MC    |      |
| 2013년        | MBC    | 《휴먼다큐 사랑 - 슈퍼 수림》                    | 내레이션  |      |
| 2018년        | JTBC   | 《한끼줍쇼》                                     | 게스트    |      |
| 2024년        | tvN    | 《유 퀴즈 온 더 블럭》                           | 게스트    |      |
| 2024년        | SBS    | 《미운 우리 새끼》                               | 스페셜 MC |      |
| 2025년        |        | 안목의 여왕 김남주                               | MC        |      |

### 뮤직비디오
| 연도   | 제목     | 가수   | 비고 |
| ------ | -------- | ------ | ---- |
| 1995년 | 〈다만〉 | 이승환 |      |

### 광고
| 방송년도                               | 기업명           | 브랜드명(종류)                          | 비고                             |
| -------------------------------------- | ---------------- | --------------------------------------- | -------------------------------- |
| 1993년                                 | 아모레퍼시픽     | 프리메라 (화장품)                       |                                  |
| 1994년                                 | 코오롱그룹       | 아방뚜뜨 (의류)                         |                                  |
| 1994년                                 | LF               | 티피코시 (의류)                         |                                  |
| 1995년 ~ 2002년                        | LG생활건강       | 라끄베르 (화장품)                       |                                  |
| 1996년                                 | 대전 세이백화점  | 세이 백화점 (쇼핑몰)                    |                                  |
| 1996년                                 | 현대자동차       | 엑센트 (자동차)                         |                                  |
| 1996년                                 | 대우전자         | 공기방울세탁기 돌개물살 (세탁기)        |                                  |
| 1996년                                 | 서광모드         | 까뜨리네뜨 (여성의류)                   |                                  |
| 1997년                                 | LG생활건강       | OPSY 클렌징 (화장품)                    |                                  |
| 1997년                                 | 쌍용C&B          | 화인사이드 개더 (여성 생리대)           |                                  |
| 1997년                                 | 우아미가구       | 쉬즈우아미 (가구)                       |                                  |
| 1999년                                 | LG유플러스       | 인터넷 019, ez-i (이동통신)             |                                  |
| 2000년                                 | LG생활건강       | 드봉 이지업 (화장품)                    |                                  |
| 2001년                                 | 한화건설         | 마포한화 오벨리스크 (아파트)            |                                  |
| 2001년                                 | 지인텍           | 세븐라이너                              |                                  |
| 2001년                                 | SK매직           | 매직가스오븐레인지                      |                                  |
| 2002년, 2009년 ~ 2011년                | CJ오쇼핑         | CJ오쇼핑 (쇼핑채널)                     |                                  |
| 2002년                                 | KT               | 00345 (통신)                            |                                  |
| 2002년                                 | 네슬레           | 테이스터스초이스 (커피)                 |                                  |
| 2002년 ~ 2003년                        | 현대리바트       | 리바트 (가구)                           |                                  |
| 2002년 ~ 2003년                        | KT               | K머스 (이동통신)                        | 2003년 광고는 권상우와 동반 출연 |
| 2002년                                 | 남영비비안       | 비비안 (여성 속옷)                      |                                  |
| 2002년 ~ 2005년                        | 삼성전자         | 지펠 (냉장고)                           |                                  |
| 2002년 ~ 2007년                        | 대우건설         | 푸르지오 (아파트)                       |                                  |
| 2003년                                 | 금강제화         | 금강 핸드백, 금강제화 상품권            | 유인촌, 김석훈와 동반 출연       |
| 2004년                                 | 한국화장품       | A3F[on] (화장품)                        |                                  |
| 2004년                                 | 남영비비안       | 드로르 (여성 속옷)                      |                                  |
| 2005년 ~ 2007년                        | 세정그룹         | 올리비아 로렌 (여성의류)                |                                  |
| 2006년 ~ 2007년                        | 한경희생활과학   | 한경희 스팀청소기 스팀진공청소기 (가전) |                                  |
| 2006년 ~ 2007년                        | KT               | KT 집전화 안 (통신)                     |                                  |
| 2007년                                 | 코리아나화장품   | 자인 (화장품)                           |                                  |
| 2009년                                 | SK텔링크         | SK국제전화 00700 (통신)                 |                                  |
| 2009년                                 | 에쓰오일         | S-oil (주유소)                          |                                  |
| 2009년                                 | 남양유업         | 엣홈 (주스음료)                         |                                  |
| 2009년, 2012년 ~ 2013년, 2018년 ~ 현재 | 고세 코리아      | 코스메 데코르테 (화장품)                |                                  |
| 2009년                                 | 우리은행         | 우리브이카드 (신용카드)                 |                                  |
| 2009년 ~ 현재                          | 헨켈홈케어코리아 | 퍼실 (세탁세제)                         |                                  |
| 2010년                                 | CJ제일제당       | 해찬들 태양초 고추장 (식품)             |                                  |
| 2010년                                 | 서울우유협동조합 | 서울우유 (우유)                         |                                  |
| 2010년 ~ 2014년                        | 여미지           | 마코스포츠 (스포츠의류)                 |                                  |
| 2011년                                 | 한독             | 네이처셋                                |                                  |
| 2011년 ~ 2012년                        | 삼양사           | 큐원홈메이드 (식품)                     |                                  |
| 2012년                                 | KDB생명          | KDB생명 (인터넷 어린이 보험)            |                                  |
| 2013년                                 | 청호나이스       | 이과수얼음정수기 티니 (정수기)          |                                  |
| 2013년                                 | 휴롬             | 휴롬 원액기 (가전)                      | 남편 김승우와 동반출연           |
| 2014년 ~ 2015년                        | 벨포트 코리아    | 벨포트 (이탈리아 자연주의 화장품)       |                                  |
| 2014년 ~ 2015년                        | 경동나비엔       | 경동나비엔 (보일러)                     |                                  |
| 2014년 ~ 현재                          | 문영그룹         | 문영이 만들어 가는 미래 편 (기업 PR)    |                                  |
| 2014년 ~ 현재                          | 문영건설         | 퀸즈파크 (건설업체)                     |                                  |
| 2017년 ~ 2023년                        | 두드림           | 아이클타임 (키성장 건강기능식품)        |                                  |
| 2018년 ~ 현재                          | LF               | 닥스 액세서리 (액세서리)                |                                  |

## 저서
- 2010년 김남주의 집

## 홍보대사
- 2007년 전국미아 실종가족찾기 시민의 모임 홍보대사

## 수상 및 후보
| 연도 | 시상식                          | 부문                             | 작품               | 결과 |
| ---- | ------------------------------- | -------------------------------- | ------------------ | ---- |
| 1992 | 미스코리아 경기                 | 진                               | 빈칸               | 수상 |
| 1996 | SBS 연기대상                    | 여자 우수연기상                  | 도시남녀           | 수상 |
| 1998 | 제34회 백상예술대상             | TV부문 여자 신인연기상           | 모델               | 후보 |
| 1998 | SBS 연기대상                    | 여자 인기상                      | 내 마음을 뺏어봐   | 수상 |
| 1998 | SBS 연기대상                    | 여자 최우수연기상                | 내 마음을 뺏어봐   | 후보 |
| 2001 | MBC 연기대상                    | 여자 인기상                      | 그 여자네 집       | 수상 |
| 2001 | MBC 연기대상                    | 여자 최우수연기상                | 그 여자네 집       | 수상 |
| 2009 | 제2회 스타일 아이콘 어워즈      | TV 스타상                        | 내조의 여왕        | 수상 |
| 2009 | 제17회 대한민국문화연예대상     | 드라마부문 여자 최우수연기상     | 내조의 여왕        | 수상 |
| 2009 | MBC 연기대상                    | 여자 최우수연기상                | 내조의 여왕        | 수상 |
| 2009 | MBC 연기대상                    | 여자 인기상                      | 내조의 여왕        | 후보 |
| 2009 | MBC 연기대상                    | 베스트 커플상 (with 오지호)      | 내조의 여왕        | 후보 |
| 2010 | 제46회 백상예술대상             | TV부문 여자 최우수연기상         | 내조의 여왕        | 수상 |
| 2010 | 중국CETV 아시아 10대배우 시상식 | 그랜드 어워즈                    | 내조의 여왕        | 수상 |
| 2010 | MBC 연기대상                    | 대상 (한효주와 공동수상)         | 역전의 여왕        | 수상 |
| 2010 | MBC 연기대상                    | 여자 최우수연기상                | 역전의 여왕        | 후보 |
| 2010 | MBC 연기대상                    | 여자 인기상                      | 역전의 여왕        | 후보 |
| 2010 | MBC 연기대상                    | 베스트 커플상 (with 정준호)      | 역전의 여왕        | 후보 |
| 2012 | 제5회 코리아드라마어워즈        | 연기대상                         | 넝쿨째 굴러온 당신 | 수상 |
| 2012 | 제25회 그리메상                 | 최우수 여자연기자상              | 넝쿨째 굴러온 당신 | 수상 |
| 2012 | 제1회 에이판 스타 어워즈        | 여자 최우수연기상                | 넝쿨째 굴러온 당신 | 수상 |
| 2012 | 제20회 대한민국문화연예대상     | 드라마부문 대상                  | 넝쿨째 굴러온 당신 | 수상 |
| 2012 | KBS 연기대상                    | 대상                             | 넝쿨째 굴러온 당신 | 수상 |
| 2012 | KBS 연기대상                    | 여자 최우수연기상                | 넝쿨째 굴러온 당신 | 후보 |
| 2012 | KBS 연기대상                    | 장편드라마부문 여자 우수연기상   | 넝쿨째 굴러온 당신 | 후보 |
| 2012 | KBS 연기대상                    | 여자 네티즌상                    | 넝쿨째 굴러온 당신 | 후보 |
| 2012 | KBS 연기대상                    | 베스트 커플상 (with 유준상)      | 넝쿨째 굴러온 당신 | 수상 |
| 2013 | 제49회 백상예술대상             | TV부문 여자 최우수연기상         | 넝쿨째 굴러온 당신 | 후보 |
| 2018 | 제54회 백상예술대상             | TV부문 여자 최우수연기상         | 미스티             | 수상 |
| 2018 | 제6회 에이판 스타 어워즈        | 대상                             | 미스티             | 후보 |
| 2018 | 제2회 더 서울어워즈             | 드라마부문 여우주연상            | 미스티             | 수상 |
| 2018 | 제9회 대한민국 대중문화예술상   | 대통령 표창                      | 빈칸               | 수상 |
| 2024 | MBC 연기대상                    | 대상                             | 원더풀 월드        | 후보 |
| 2024 | MBC 연기대상                    | 미니시리즈부문 여자 최우수연기상 | 원더풀 월드        | 후보 |
| 2024 | MBC 연기대상                    | 베스트 액터상                    | 원더풀 월드        | 수상 |